# Polyorycta adulans
Polyorycta adulans är en fjärilsart som beskrevs av Felder 1874. Polyorycta adulans ingår i släktet Polyorycta och familjen nattflyn. Inga underarter finns listade i Catalogue of Life.